# Rise Technology

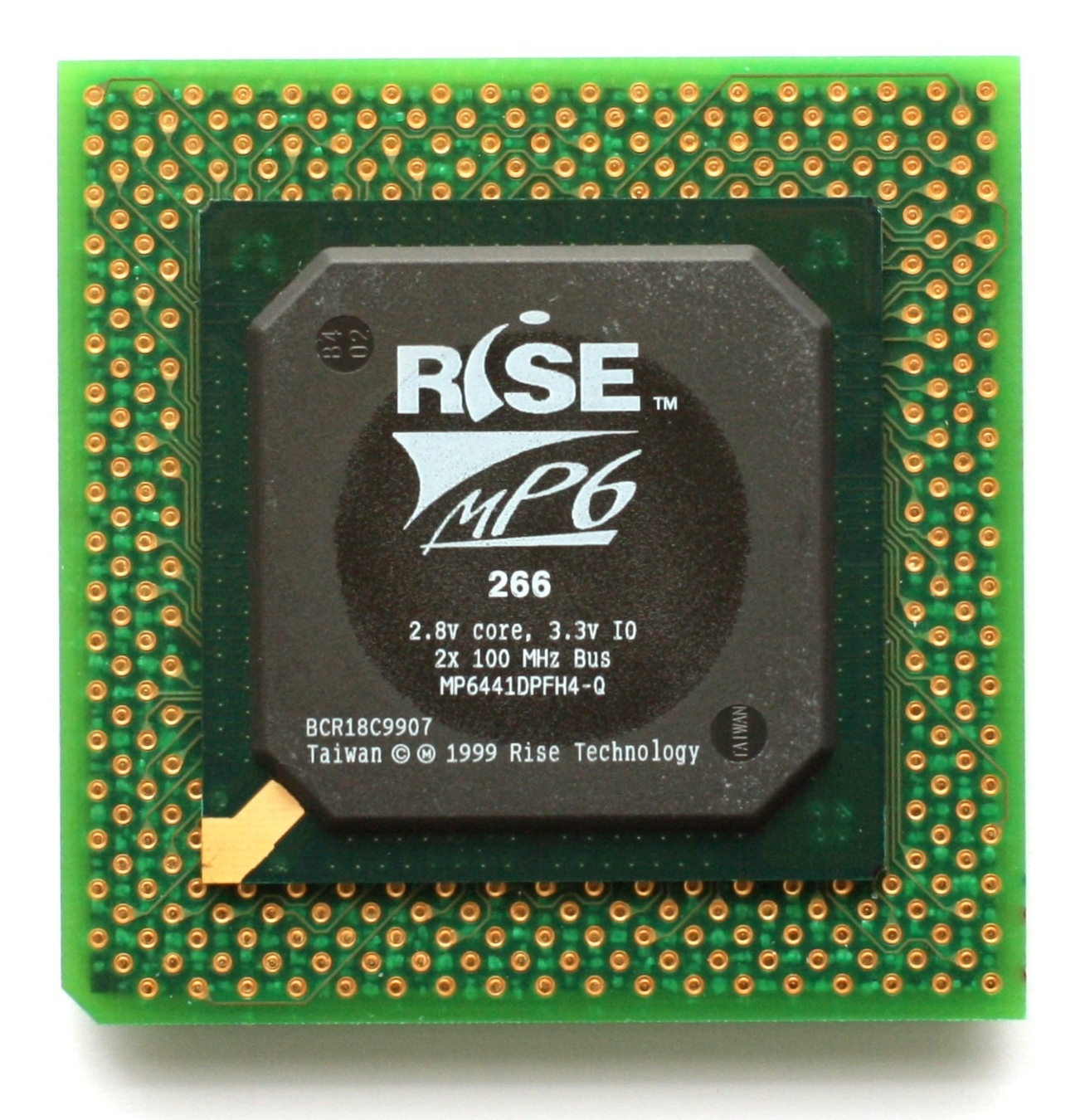
Rise mP6-PR266

Rise Technologyは短期間存在したアメリカ合衆国のマイクロプロセッサメーカーである。Intel x86 MMX互換のmP6プロセッサを製造していた。 
1993年、UMC、Acer、VIA Technologiesを含む15社の台湾企業から出資を受けてカリフォルニア州サンタクララにDavid Linにより設立された。数回の企業リストラクチャの後、mP6が1998年末に発表され、1999年に少量が生産された。mP6はノートパソコンのうちローエンド、低消費電力のセグメントに使用されることを意図していた。より大きなメーカーであるIntelやAMDとコンピュータ市場で競争することが不可能であると判明すると、 Riseはターゲットをセットトップボックスやインターネットアプライアンスに変更した。その目標を達成するため、RiseはCPUコアをSTMicroelectronicsにライセンスした。1999年末にRiseはSiSに買収された。